# خلشکوه
دریاچهٔ خلشکوه به ارتفاع ۱۹۶۲ متر (از سطح دریا) که از گذشته مراتع روستاهای خرمکوه، ویه و کلیشم می‌باشد در قسمت شمالی غربی روستای کلیشم، شمال شرقی روستای خرمکوه و شمال روستای ویه قرار دارد.

## از نگاه جغرافیای سیاسی
در شمال ایران، استان گیلان، شهرستان رودبار، بخش عمارلو، دهستان کلیشم واقع شده است.

## جغرافیای طبیعی
منطقه‌ای کوهستانی و در ارتفاعی بیش از ۲۲۰۰ متری از سطح دریا واقع شده است.

## جغرافیای انسانی
فاقد سکونت دائمی است. در واقع ییلاق اهالی روستای ویه، خرمکوه و روستای کلیشم شمرده می‌شود.

## جغرافیای جانوری
گراز و موش خرما و سنجاب و روباه از پستانداران غالب منطقه شمرده می‌شوند. خزندگان غالب نیز مارهای سمی می‌باشند. پرندگانی همانند کبک و تیهو و بلدرچین و شانه بسر در لابلای درختان و بوته‌ها به فراوانی دیده می‌شوند.

## جغرافیای گیاهی
رقم‌هایی از بابونه، مهر سلیمان (شقاقل)، گل چای، گل گاوزبان و صدها گونه گیاهی دیگر از خانواده‌های مختلف گیاهی در این منطقه به وفور یافت می‌شوند.

## نگارخانه

سندمالکیت بخشی از زمین‌های خلشکوه
استخر طبیعی خولشکوه
دریاچه خلشکوه نمای شمالی